# Efeten
De efeten (Oudgrieks: ἐφέται / ephétai; letterlijk: toelaters) waren eenenvijftig rechters - door Draco ingesteld - in het oude Athene, die bij moord die onvrijwillig (ἄκων / ákōn) was, hierover oordeelden op het binnenplein van het Palladion. Zij trachten tot vergiffenis (αἴδεσις / aídesis) te bekomen door een weergeld te bedingen. Indien ze daar niet in slaagden, werd de veroordeelde verbannen (hij krijgt wel bescherming totdat hij het grondgebied verlaten heeft; later geldt deze procedure ook voor niet-burgers).
Door Solon werden hun bevoegdheden overgedragen op de Areopaag, met uitzondering van manslag. Hierdoor kreeg de Atheense aristocratie een klap in haar gezicht, daar de eenenvijftig efeten gekozen werden uit de meest vooraanstaande families van Athene.